# ألبرتو فونسيكا
ألبرتو فونسيكا (بالبرتغالية: Alberto Fonseca‏) (22 أغسطس 1956 في غينيا بيساو - ) هو لاعب كرة قدم برتغالي في مركز الدفاع. شارك مع منتخب البرتغال لكرة القدم. أما مع النوادي، فقد لعب مع نادي بنفيكا ونادي بوافيشتا ونادي بيلينينسش.

## مسيرته الكروية
لعب ألبرتو فونسيكا خلال مسيرته الاحترافية مع 3 أندية في أحد عشر موسمًا وسجل خلالها هدفين أثنين ضمن 118 مباراة. حيث فاز في موسمين بالكأس وفي موسمين بالدوري.
خاض ألبرتو فونسيكا مسيرته مع نادي بنفيكا في موسم 1976–77 ليلعب معه ستة مواسم، مشاركًا في 92 مباراة سجل خلالها هدفًا واحدًا. ثم انتقل إلى نادي بوافيشتا في موسم 1982–83 واستمر معه طيلة ثلاثة مواسم، حيث شارك في 4 مباريات ولم يسجل أي هدف. لينتقل بعدها إلى نادي بيلينينسش في موسم 1985–86 ولمدة موسمين، مشاركًا في 22 مباراة سجل خلالها هدفًا واحدًا.

## وصلات خارجية
- ألبرتو فونسيكا على موقع الاتحاد الأوربي (الإنجليزية)
- ألبرتو فونسيكا على موقع قاعدة بيانات كرة القدم.إي يو (الإنجليزية)
- ألبرتو فونسيكا على موقع ناشيونال فوتبول تيمز (الإنجليزية)